# Ближний Зеленной
Ближний Зеленной (устар. Дехтярный) — овраг в России, протекает по Сенгилеевскому району Ульяновской области. По оврагу протекает частично пересыхающая река, её устье находится в 11 км от устья реки Тушёнки по правому берегу. Длина — 12 км. Площадь водосборного бассейна — 21,6 км².

## Данные водного реестра
По данным государственного водного реестра России относится к Нижневолжскому бассейновому округу, водохозяйственный участок реки — Куйбышевского водохранилища от посёлка городского типа Камское Устье до Куйбышевского гидроузла, без реки Большой Черемшан. Речной бассейн реки — Волга от верхнего Куйбышевского водохранилища до впадения в Каспий.